# Kostel svatého Jana Křtitele a svaté Barbory (Lukavec)
Kostel svatého Jana Křtitele a svaté Barbory v Lukavci u Fulneku v okrese Nový Jičín v Moravskoslezském kraji je barokní kostel pocházející z let 1693 až 1702. Spolu se vstupní branou do areálu je od roku 1973 kulturní památkou.

## Historie
Lukavec byl od roku 1512 ve vlastnictví kláštera augustiniánů kanovníků ve Fulneku. Není známo, zda v Lukavci existoval nějaký menší dřevěný nebo vůbec nějaký kostel. Na konci 17. století žilo v obci dle zpráv v klášterní kronice 196 obyvatel, což svědčilo o obci demograficky progresivní, která se bez řádného zděného kostela nemohla obejít.

### Stavba kostela
Kostel dal postavit probošt augustiniánského kláštera Ignat Jan Gebel, byl stavěn v letech 1693 až 1702.
Se stavbou se vyskytly různé problémy. Místo, kde dnes kostel stojí, se nelíbilo biskupskému hejtmanovi v Hukvaldech, Karlu Halamovi z Jičína. Ten vytýkal nevhodnou polohu kostela se hřbitovem na návrší a poukazoval na neschůdnou cestu zvláště při pohřbech. Halama nakonec svůj protest odvolal a stavba mohla být uskutečněna.
Raně barokní kostel byl na konci 18. století (v roce 1786) klasicistně přestavěn Václavem Thalherrem.

## Popis
Kostel je orientovaný jednolodní s předsunutou hranolovou věží. Stojí na uzavřeném obdélném půdoryse zakončeném půlkruhovým závěrem. Fasáda věže je členěna lisénovými rámci. Nad hlavním vchodem je trojúhelný fronton, ve kterém jsou napsána data rozsáhlejších oprav kostela: „1877 – 1926“. Věž je kryta nízkou jehlancovitou stříškou. Loď je členěna pilastry s římsovými hlavicemi. Ve druhé ose na epištolní straně lodi je boční vchod. Při evangelijní straně kněžiště stojí sakristie. Kostel má sedlovou střechu, nad kněžištěm je sanktusník s šestibokou jehlancovitou stříškou.
Pozůstatkem historického ohrazení areálu kostela je vstupní brána tvořená dvěma zděnými hranolovými pilíři završenými nízkými stříškami.

### Interiér
Interiér kostela je zaklenut třemi poli pruských placek na pasech. Pasy dosedají na průběžné zalamované kladí, podepřené pilastry s kompozitními hlavicemi. V závěru kněžiště je koncha se štukovým kazetováním. Prostor kněžiště je oddělen od lodi půlkruhovým vítězným obloukem. V západní části lodi se nachází kruchta s plnou dřevěnou poprsní, přístupná jednoduchým schodištěm.
Barokní oltář kostela byl vybudován kolem roku 1800. Oltářní obraz z 60. let 18. století od Josefa Ignáce Sadlera zobrazuje, stejně jako postranní sochy, sv. Jana Křtitele a sv. Barboru.

### Stavební úpravy
Největší stavební zásah je z roku 1877. Klenba tehdy hrozila zřícením, proto se zbudovala nová, nynější, a současně byl kostel znovu zastřešen. V roce 1905 byla vyhotovena nová dlažba a výzdoba kostela freskami příborským malířem Valentinem Šimíčkem. O rok později byla zhotovena plechová střecha. Z větších oprav můžeme ještě zmínit restaurování interiéru roku 1971 (zlacení a mramorování prováděl Jaroslav Kružberský z Kateřinek) a renovaci klenebních fresek v roce 1981, provedenou M. Lossmanem a V. Chovancem, pracovníky vlastivědného muzea v Novém Jičíně.

### Kostelní zvony
První zvon o váze 280 kg byl pořízen samotným proboštem Gebelem roku 1695. V roce 1773 k němu přibyl malý zvon o váze 16 kg. Roku 1843 byl pořízen třetí zvon vážící 224 kg.
První dva jmenované zvony byly v průběhu I. světové války roztaveny. Malý zvon (neboli sanktusový zvon, umíráček) byl nahrazen v roce 1923, během II. světové války byl ale opět odvezen.
Poslední sanktusový zvon byl zhotoven roku 1949. Je na něm odlitý nápis: „1949 VĚNOVALI OBČANÉ Z OBCE LUKAVEC“. Velký zvon z roku 1843 je umístěn ve velké věži kostela. Na tomto zvonu je odlita postava sv. Barbory a sv. Jana Křtitele a pod nimi stojí nápis: „ORATE PRO NOBIS SV. JOHANNES BAPTISTA ET SV. BARBORA A LEOPOLD FRANCISKO STANKE OLOMOUCII REFUSA 1843“. Tyto dva zvony vyzvání dodnes.
V roce 1996 byl instalován elektrický mechanismus zvonění.